# 方氏淫羊藿
方氏淫羊藿（学名：Epimedium fangii）为小檗科淫羊藿属下的一个种。

## 扩展阅读
- 維基物種上的相關：方氏淫羊藿